# Källviken, Uddevalla kommun
Källviken är en bebyggelse i Dragsmarks socken i Uddevalla kommun  i Bohuslän. Källviken avgränsades som småort av SCB 2023.